# Danesmoate House
Danesmoate House (anciennement connu sous le nom de Glensouthwell ou Glen Southwell) est un manoir monumental de style georgien situé Kellystown Road à Rathfarnham, dans le comté de Dublin, en Irlande.

## Emplacement
La Grange Road continue sur près d'un kilomètre pour contourner le mur d'enceinte de Marlay Park, jusqu'au carrefour de Taylors Grange, au-delà duquel elle aboutit à un groupe de fermes où il y avait autrefois un ancien passage menant à Stackstown. Sur la droite, la route de Kilmashogue passe devant l'entrée de Danesmoate où se trouve la vallée de la Little Dargle River, un affluent de la Dodder qui évolue près du champ de tir de Ticknock.

## Histoire

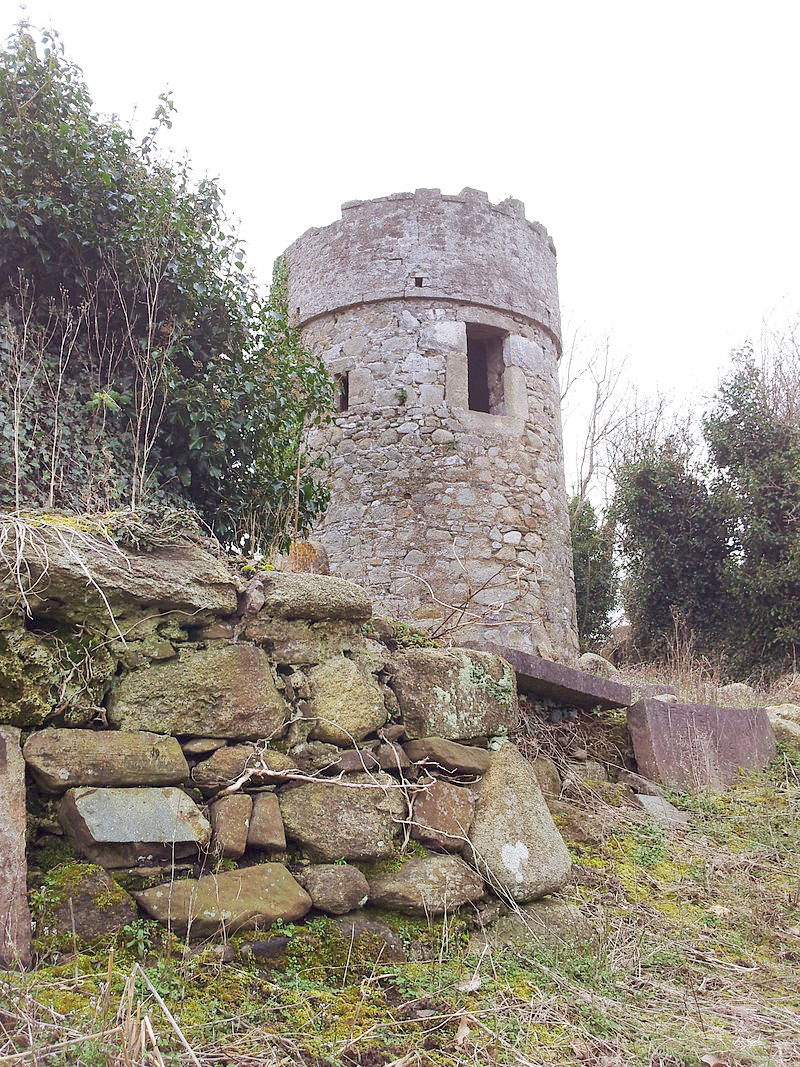
Située à 2,5 km de Danesmoate House, la Cruagh Tower a servi de modèle à la tour de guet d'Adam Clayton.

Danesmoate House, qui comporte un total d'une vingtaine de lits, a été construite au XVIIIe siècle par la famille Southwell. En 1787, c'était la résidence du politicien et soldat irlandais William Southwell.
Tout au long du siècle suivant, ce manoir fut occupé par les Ponsonbys jusqu'en 1896, et plus tard par le professeur Stanley Lane-Poole, l'auteur de plusieurs ouvrages sur l'art oriental et la numismatique. Pendant de nombreuses années, jusqu'en 1946, le lieutenant Algernon Gainsford, des Seaforth Highlanders, y demeura.
En 1986, le groupe de rock U2 a en grande partie enregistré The Joshua Tree, leur cinquième album, à Danesmoate House. Vers 1990, le bassiste du groupe, Adam Clayton a racheté le manoir pour l'équivalent de 380 000 € (c'était encore la livre irlandaise qui était utilisée à l'époque). Depuis, il a fait construire une petite tour de guet à côté de la bâtisse, apparemment sur le modèle de la Cruagh Tower qui est située à 2,5 km de là, dans le cimetière de Cruagh.

## Caractéristiques
The Brehon's Chair
Sur le terrain, dans un champ visible de la route, se trouve un ancien monument connu sous le nom de Brehon's Chair, composé de trois hautes dalles d'environ neuf pieds de haut entourant un petit espace carré. Il y avait autrefois une autre grande dalle supportée par des plus petites situées au nord-est, mais celle-ci a été détruite vers 1876 par dynamitage. Les restes existants sont apparemment la partie portale d'un tombeau de type dolmen. Les pierres qui ont été enlevées auraient fait partie de la chambre détruite. Un type similaire de portail peut être vu sur un dolmen à Haroldstown dans le comté de Carlow.
L'environnement
Sur les terrains de la propriété, il y a des promenades paysagères et des cascades apaisantes. Dans les jardins, occasionnellement, peuvent apparaître des faisans à poitrine rouge.
Constructions
À côté du Dargle, un ruisseau traversant le terrain, se trouvent les restes d'une haute tour étroite dont un seul mur est maintenant debout. Ce bâtiment avait une surface d'environ neuf pieds carrés et le mur restant, avec ses créneaux, a une hauteur d'environ vingt-cinq pieds. Il reste le jambage d'une porte avec une arche pointue. Il y a un peu plus de cent ans, cette tour était beaucoup mieux conservée et était entourée par les vieux murs d'autres bâtiments. C'est pour cette raison que certaines personnes pensent qu'il s'agirait du site de la grange originale des Harolds. La partie existante est cependant de construction très légère et tout à fait impropre pour un bâtiment de cette période et pour cet emplacement, que ce soit pour un usage domestique ou un usage ecclésiastique. Il a probablement été construit au XVIIIe siècle afin de mieux profiter de la vue sur la baie de Dublin. À côté du manoir, il existe un bâtiment octogonal avec une cave en dessous. Elle est maintenant remplie de branches et de broussailles pour empêcher le bétail de tomber dedans. On dit qu'il est de forme elliptique et que c'était apparemment une glacière. De l'autre côté du ruisseau se trouve une belle passerelle en pierre taillée menant aux pâturages.